# André Helin
Andrè Helin (ur. 8 kwietnia 1956 w Warszawie, zm. 19 grudnia 2022) – doktor nauk ekonomicznych w zakresie zarządzania, miał uprawnienia biegłego rewidenta w Polsce i Danii. Był prezesem BDO Polska, członkiem rady nadzorczej Polskiej Fundacji Promocji Kadr oraz Komisji ds. standardów rewizji finansowej przy Krajowej Izbie Biegłych Rewidentów. Wykładowca, autor podręczników i publikacji z tematyki rachunkowości i finansów.

## Życiorys
Ukończył studia w Copenhagen Business School oraz Akademię Leona Koźmińskiego w Warszawie.
W latach 1983–1998 Partner w firmie audytorskiej RIR Revision w Danii. Potem zasiadał w zarządzie RIR Revision Sp. z o.o. w Polsce, której był także współzałożycielem. W latach 1991–1998 prezes zarządu BDO Binder Sp. z o.o., która była efektem rozszerzenia na początku lat 90. XX w. międzynarodowej sieci audytorsko-doradczej Binder DijkerOtte&Co. na Wschodzie. Od 1 września 1998 r. prezes BDO Polska dzięki połączeniu działalności Moore Stephens Sp. z o.o. i BDO Binder Sp. z o.o.
Karierę zawodową w Polsce rozpoczął po 1989. Został wówczas poproszony przez polski rząd o doradztwo w zakresie: prywatyzacji przedsiębiorstw, tworzenia rynku kapitałowego, wprowadzania pierwszych spółek na warszawską Giełdę Papierów Wartościowych, a także wdrażania standardów rachunkowości. Doradzał przy prywatyzacji Śląskiej Fabryki Kabli.
Był doradcą w obszarze fuzji spółek giełdowych takich jak: Zakłady Mięsne Sokołów S.A. i Zakłady Mięsne w Kole S.A., III i XI Narodowych Funduszy Inwestycyjnych oraz holdingów budowlanych Budimex S.A. i Unibud S.A. Opiniował zasady ustalania parytetów wymiany akcji przy powstaniu Polskiego Koncernu Naftowego (połączenie Petrochemii Płock z Centralą Produktów Naftowych CPN). W latach 2018–2019 członek rady nadzorczej Aegon Powszechne Towarzystwo Emerytalne S.A.
Doradzał Radzie Polityki Pieniężnej i Prezesowi Narodowego Banku Polskiego przy wdrażaniu Międzynarodowych Standardów Sprawozdawczości Finansowej.
Wielokrotny opiniodawca w sprawach legislacyjnych w zakresie audytu i rachunkowości.

## Publikacje
Był komentatorem sytuacji gospodarczej i finansowej. Autor publikacji książkowych, m.in.:
- Ustawy o Rachunkowości. Komentarz 2020. C.H. Beck, Warszawa, ISBN 978-83-255-8115-2
- Sprawozdanie finansowe według Międzynarodowych Standardów Rachunkowości. Fundacja Rozwoju Rachunkowości w Polsce, Warszawa, ISBN 83-86543-14-0
- Rachunkowość i opodatkowanie spółek kapitałowych. C.H. Beck, Warszawa (współautor Krzysztof G. Szymański), ISBN 978-83-7387-435-0
- Rachunkowość instrumentów finansowych (współautorzy: Hanna Sztuczyńska, Katarzyna Drabikowska). Wydawnictwo Dom Organizatora, ISBN 83-7426-142-0
- Fuzje i przejęcia spółek kapitałowych. Zagadnienia rachunkowe i podatkowe (współautorzy: dr Anna Bernaziuk, Rafał Kowalski, Kristof Zorde). C.H. Beck, Warszawa, ISBN 978-83-8128-884-2
- Skonsolidowane sprawozdanie finansowe. Wydawnictwo ODDK, Gdańsk, ISBN 978-83-7426-624-6